# 김치부침개

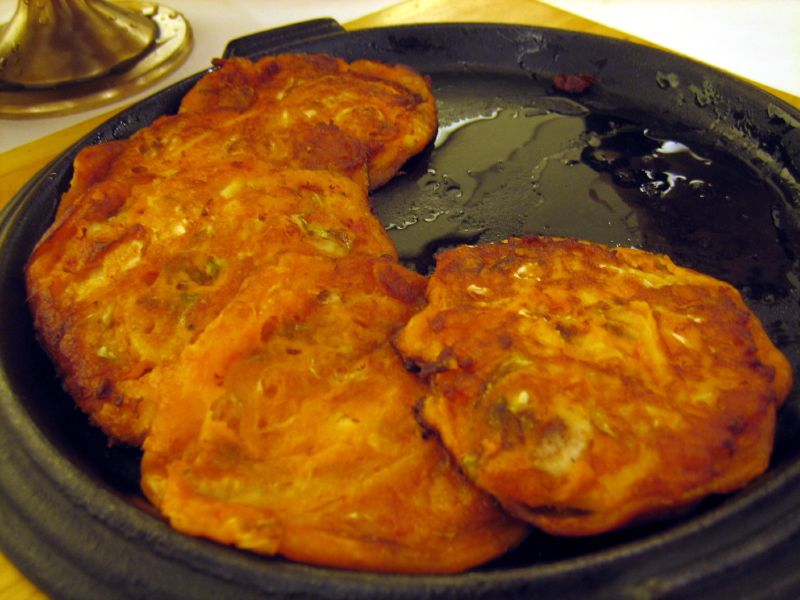
김치부침개

김치전 또는 김치부침개는 잘게 썰어낸 김치를 밀가루와 달걀, 물로 만든 반죽과 함께 섞어 기름을 두른 팬에 부친 전이다. 식사 시 전채로 먹거나, 간식, 술안주, 혹은 반찬으로 먹는다. 주로 밀가루와 김치를 이용하여 얇게 지진 전이다.

## 같이 보기
- 한국 요리
- 빈대떡